# 阿富汗驻华大使馆
阿富汗驻华大使馆（普什圖語：‎，達利語：‎），是阿富汗在中华人民共和国的最高外交代表机构。馆址位于中国北京市朝阳区东直门外大街8号。该使馆曾兼辖阿富汗在蒙古的外交事务。

## 历史
阿富汗王国曾于1944年和中华民国建交，并于1945年互设公使馆。中华人民共和国成立后，阿富汗王国于1950年1月宣布承认中华人民共和国政府，并于1955年1月20日建立外交关系并互相派驻大使。
2021年8月15日，阿富汗伊斯蘭共和國政府在塔利班的進攻下崩潰，大使館與阿富汗失去聯繫。2022年1月，阿富汗伊斯蘭共和國末任大使卡伊姆將使館5輛汽車停放在使館主建物前、車鑰匙置於辦公室後，宣布辭職離任。随后大使馆被塔利班接收，目前大使馆悬挂塔利班旗帜。2024年1月，中国国家主席习近平接受阿富汗伊斯兰酋长国派遣的新任驻华大使阿萨杜拉·比拉勒·卡里米所递交的国书。